# Francisco Gamboa
Francisco Gamboa Gómez (ur. 20 lipca 1985 w Guadalajarze) – meksykański piłkarz występujący na pozycji środkowego obrońcy, obecnie zawodnik Toluki.

## Kariera klubowa
Gamboa jest wychowankiem klubu Deportivo Toluca, do którego seniorskiej drużyny został włączony jako dwudziestolatek przez argentyńskiego szkoleniowca Américo Gallego. W meksykańskiej Primera División zadebiutował 25 września 2005 w wygranym 2:1 spotkaniu z Tecos UAG, kiedy to wybiegł na boisko w pierwszym składzie i w 73. minucie został ukarany czerwoną kartką. Od razu wywalczył sobie miejsce w wyjściowej jedenastce i już w swoim premierowym, jesiennym sezonie Apertura 2005 zdobył z Tolucą tytuł mistrza Meksyku, lecz bezpośrednio po tym sukcesie został na stałe relegowany do roli rezerwowego. Rok później – podczas rozgrywek Apertura 2006 – zanotował z kolei wicemistrzostwo kraju, a w tym samym roku wywalczył również superpuchar Meksyku – Campeón de Campeones i dotarł do finału najbardziej prestiżowych rozgrywek północnoamerykańskiego kontynentu – Pucharu Mistrzów CONCACAF. W sezonie Apertura 2008 po raz drugi osiągnął z Tolucą mistrzostwo Meksyku, jednak ani razu nie pojawił się wówczas na boisku, występując jedynie w drugoligowych rezerwach – Atlético Mexiquense.
W wiosennym sezonie Bicentenario 2010 Gamboa zdobył z prowadzoną przez trenera José Manuela de la Torre drużyną Toluki swój trzeci tytuł mistrza Meksyku, ponownie tylko jako głęboki rezerwowy. Podczas rozgrywek Apertura 2012 po raz drugi został natomiast wicemistrzem kraju i zaraz po tym osiągnięciu zaczął regularniej pojawiać się na ligowych boiskach w pierwszej jedenastce. Premierowego gola w najwyższej klasie rozgrywkowej strzelił 23 listopada 2013 w wygranej 3:0 konfrontacji z Cruz Azul, zaś w 2014 roku powtórzył sukces sprzed ośmiu lat i znów doszedł ze swoją ekipą do finału Ligi Mistrzów CONCACAF. Bezpośrednio po tym ponownie stracił miejsce w pierwszym składzie.
| Sezon     | Klub                | Kraj   | Rozgrywki  | Mecze | Bramki |
| --------- | ------------------- | ------ | ---------- | ----- | ------ |
| 2005/2006 | Atlético Mexiquense | Meksyk | Ascenso MX | 8     | 0      |
| 2005/2006 | Deportivo Toluca    | Meksyk | Liga MX    | 23    | 0      |
| 2006/2007 | Deportivo Toluca    | Meksyk | Liga MX    | 2     | 0      |
| 2006/2007 | Atlético Mexiquense | Meksyk | Ascenso MX | 21    | 0      |
| 2007/2008 | Deportivo Toluca    | Meksyk | Liga MX    | 21    | 0      |
| 2008/2009 | Atlético Mexiquense | Meksyk | Ascenso MX | 20    | 1      |
| 2008/2009 | Deportivo Toluca    | Meksyk | Liga MX    | 1     | 0      |
| 2009/2010 | Deportivo Toluca    | Meksyk | Liga MX    | 9     | 0      |
| 2010/2011 | Deportivo Toluca    | Meksyk | Liga MX    | 11    | 0      |
| 2011/2012 | Deportivo Toluca    | Meksyk | Liga MX    | 25    | 0      |
| 2012/2013 | Deportivo Toluca    | Meksyk | Liga MX    | 24    | 0      |
| 2013/2014 | Deportivo Toluca    | Meksyk | Liga MX    | 28    | 1      |
| 2014/2015 | Deportivo Toluca    | Meksyk | Liga MX    | 6     | 0      |
| 2015/2016 | Deportivo Toluca    | Meksyk | Liga MX    | 13    | 0      |
| 2016/2017 | Deportivo Toluca    | Meksyk | Liga MX    |       |        |

## Kariera reprezentacyjna
W 2008 roku Gamboa został powołany przez selekcjonera Hugo Sáncheza do reprezentacji Meksyku U-23 na północnoamerykański turniej kwalifikacyjny do Igrzysk Olimpijskich w Pekinie. Tam wystąpił w dwóch z trzech spotkań (w obydwóch z nich w wyjściowym składzie) zaś jego kadra zanotowała bilans zwycięstwa, remisu i porażki i zajęła trzecie miejsce w grupie, przez co nie zdołała awansować na olimpiadę.